# حقيبة ثلج

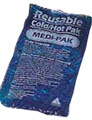
حقيبة ثلج

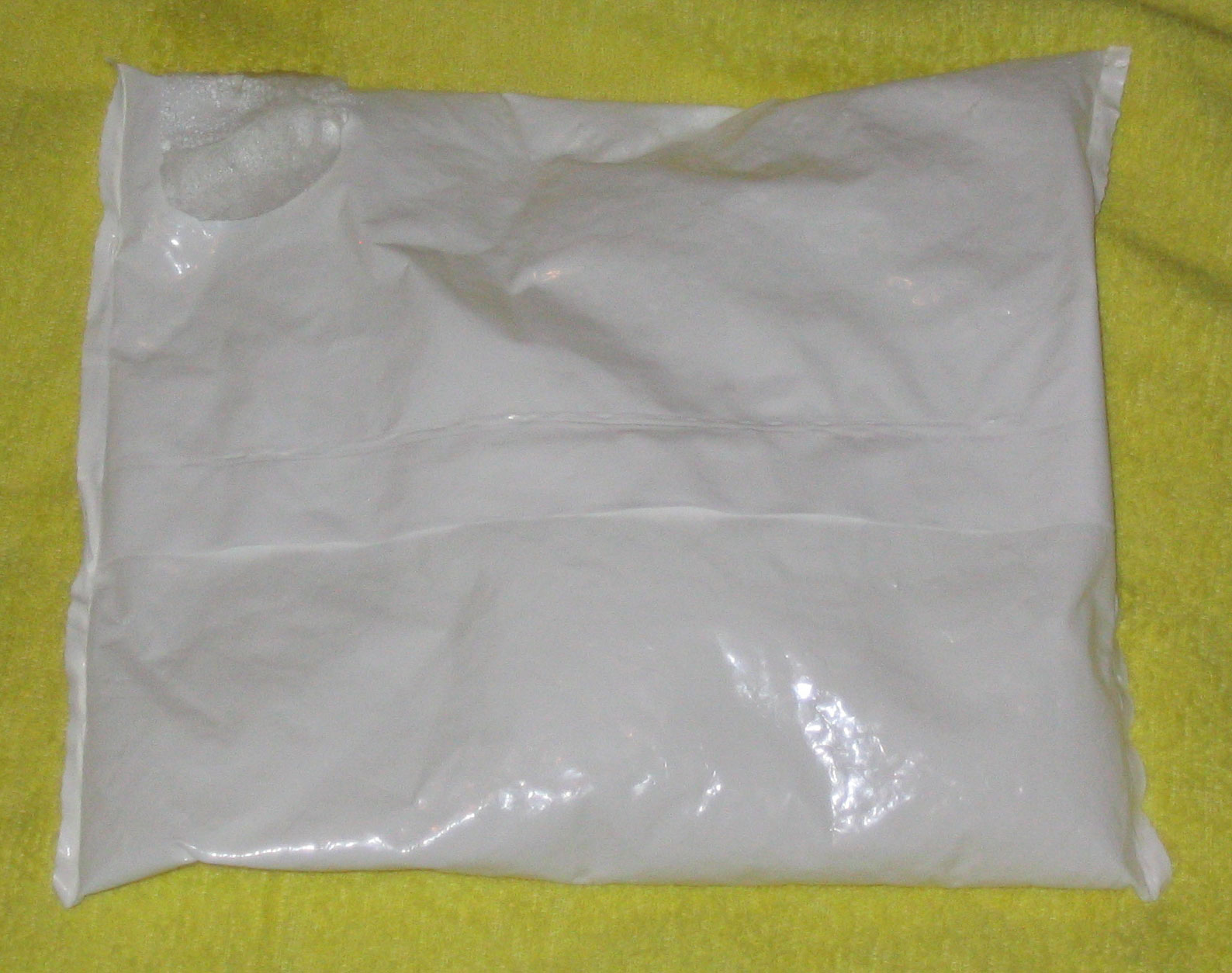
علبة ثلج مع جل يتسرب من ثقب في الزاوية العلوية اليسرى

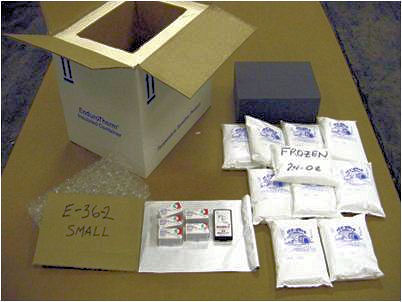
شحنة لقاحات في صندوق معزول بحزمة هلامية

حقيبة الثلج أو علبة الهلام هي كيس بلاستيكي متنقل مملوء بالماء أو الهلام أو سائل تبريد، وللاستخدام يتم تجميد محتويات الحقيبة في المبرد، ويمكن لكلٍ من الثلج وغيره مِن المبردات غير السامة (أغلبها من المياه) أن تمتص كمية كبيرة من الحرارة قبل أن ترتفع إلى ما يزيد عن 0°م، وذلك بسبب الحرارة الكامنة العالية لانصهار جزيئات الماء، وتستخدم هذه العبوات عادة لحفظ الطعام في المبردات المحمولة أو للتخفيفِ مِن آلام الإصابات الطَفيفة أو في حاويات الشحن المعزولة للحفاظ على برودة المنتجات أثناء النقل.
تستخدم حقيبة الثلج في المبردات؛ للحفاظ على الأطعمة سريعة التلف (خاصة اللحوم ومنتجات الألبان والبيض وما إلى ذلك) تحت منطقة الخطر والتي تتمثل في درجات حرارة من 5°م إلى 75°م (41–167 درجة فهرنهايت) عندما تكون خارج الثلاجة أو المجمد، وللحفاظ على المشروبات وإبقائها باردة، وتختلف كمية الثلج المطلوبة باختلاف كمية الطعام ودرجة حرارته الأولية والعزل الحراري للمبرد ودرجة الحرارة المحيطة والتعرض لأشعة الشمس المباشرة، الجليد في البداية يكون أقل بكثير من درجة التجميد لذلك سوف يستمر لفترة أطول قليلًا.
يحتوي الماء على حرارة انصهار كامنة أعلى بكثير من معظم المواد، ودرجة حرارة انصهار ملائمة ويمكن الوصول إليها بسهولة، على سبيل المثال المبرد المنزلي، وكثيرًا ما تستخدم إضافات لتحسين خصائص المياه، على سبيل المثال يمكن إضافة المواد لمنع نمو البكتيريا في العبوة أو لمنع الماء من الترسيب حتى يبقى الجل سميكًا طوال الاستخدام.
غالبًا ما يتم تصنيع عبوات الجل من مواد غير سامة تبقى عبارة عن هلام بطيء التدفق، وبالتالي لن تتسرب بسهولة أو تسبب تلوثًا إذا انكسرت الحاوية، ويمكن تصنيع حزم هلام بإضافة مركب هيدروكسيل سيليلوز (بحجم الخلية) [1][2]، مركب بولي كريليت الصوديوم[3]، أوهلام السيليكا المغلفة بالفينيل.

## حقيبة الثلج الفورية
حَقيبة الثلج الفورية هو جِهاز يتكون مِن حقيبتين. واحد يَحتوي على الماء، داخل كيس يَحتوي على نترات الأمونيوم، نترات أمونيوم الكالسيوم أو اليوريا. عندما يَتم كسر كيس الماء الداخلي عن طريقِ الضَغط على العبوة، يَسمح له بإذابة المَادة الصَلبة في تفاعل ماصٍ للحرارة. هذا التَفاعل يمتص الحَرارة مِن المَناطق المُحيطة، مما يُقلل بسرعة درجة حرارة العبوة. [4]حِزم التَبريد الفورية هي بديل مُباشر مُناسب للثلجِ المَسحوق المُستخدم كإسعافات أولية للإصابات الرياضية، ويُمكن حمله كإسعافات أولية للمناطقِ البعيدة أو البرية حيثُ الجليد غير متوفر.

## الحقائب الساخنة أو الباردة
على عكسِ حقائب التبريد السريع، التي يتم تَخزينها في درجة حرارة الغرفة، وتُبَرِد نَفسها بسرعة بَعد الاستخدام لمرة واحدة، والحَقن الباردة القابلة لإعادةِ الاستخدام والتي تُحافظ على درجة حرارتها، لذلك يتم تخزينها في المبرد أو تسخينها في الماء أو فرن الميكروويف للوصول إلى درجة الحرارة المطلوبة. تم تقديم أول حزمة ساخنة وباردة في عام 1948 باسم« Hot-R-Cold-Pak» والتي يُمكن تَبريدها في الثلاجة أو تسخينها في الماء الساخن. [5] أول حقيبة بارده وسَاخنة قَابله لإعادة الاستخدام ويُمكن تسخينها في الماء المغلي أو فرن الميكروويف حَصَلت علي أول براءة اختراع [6] في عام 1973.

## مَلحُوظات الأمان
صُنعت الحقائب الهُلامية مِن مركب داي إيثيلين جليكول وإيثيلين جليكول، وكِلاهما يُمكن أن يُسبب المَرض إذا تم تناولهما بكمياتٍ كبيرةٍ، [7] مما يَجعلها غيرِ مُناسبة للاستخدام مع الطعام. ذكرت لجنة سلامة المنتجات الاستهلاكية الأمريكية هذه العبوات. [7]